# 舞蹈中心
《舞蹈中心》是由Harmonix开发的体感舞蹈健身游戏，发布在Xbox 360平台上，需要使用Kinect传感器操作。其续作《舞蹈中心2》在2011年E3电子展览会上展出，在2011年10月发行。而《舞蹈中心3》则在2012年E3电子展览会上首次展出，于2012年10月发行。

## 游戏模式
玩家根据电视中舞者的动作和相应的提示跳出舞步， Kinect感应器感应相似程度， 以给出分数。 该游戏内涵650个不同舞步和90套完整舞蹈动作。 该游戏有以下5种游戏模式：
- 秀自己 (Perform It)： 单人舞蹈模式， 完成整套舞步以取得高分。
- 健身模式 (Workout Mode)： 单人舞蹈模式的延伸模式， 舞蹈时会显示消耗的卡路里数以及健身时间。
- 热舞对决 (Dance Battle)： 两个玩家同时跳相同舞步。 分数高的玩家获胜。 如果平局， 则跳更多正确舞步的玩家获胜
- 挑战模式 (Challenge Mode)： 每个歌曲在同一难度获得至少四颗星后， 该难度的挑战模式解锁。 该游戏将4至5首歌曲的部分舞步合并为一首歌曲以增加难度。 当每个挑战模式都获得至少四颗星时， 最终挑战解锁。
- 舞步分解 (Break it Down)： 在这个模式， 玩家可以学习舞步。[1]

### 舞者
| 舞者                           |
| ------------------------------ |
| Angel                          |
| Miss Aubrey                    |
| Emilia                         |
| Dare                           |
| MacCoy                         |
| Mo                             |
| Oblio                          |
| Taye                           |
| Eliot*                         |
| Twit Torlep a。k。a Pink Ninja |

- "*" ELIOT (意为"Excessive Live Information Overload Tracker"的缩写) 是一个隐藏的机器人角色， 在达到游戏最高排名或在最终挑战模式获得四颗星后解锁。 这个名字来源于一个设计角色的Harmonix设计师Eliot Min。[2]